# مترادف (موسیقی)

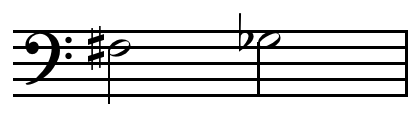
نمایش فا دیز و سل بمل، دو نتی که در اعتدال مساوی مترادف هستند.

در تئوری موسیقی، دو نت زمانی مترادف یا اِنارمونیک (به فرانسوی: enharmonic) نامیده می‌شوند که هر دو به یک زیروبمی یکسان اشاره دارند اما به دو شکل مختلف نت‌نویسی می‌شوند.
برای نمونه، در اعتدال مساوی (که در حال حاضر رایج‌ترین روش کوک‌کردن سازهاست)، نت‌های «فا دیز» (F♯‎) و «سل بمل» (G♭‎) مترادف هستند.

## تاریخچه
مفهوم امروزی آنارمونیک، بعد از زمانی است که فواصل موسیقی غرب دارای «اعتدال مساوی» شد و قبل از آن مفهوم دیگری داشت. این اصطلاح موجب بروز اختلاف به مدت یک قرن در میان موسیقیدانان شد، چرا که این اصطلاح اختلاف‌های جزئی در فواصل را در نظر نمی‌گیرد و فقط روی سازهایی مانند پیانو و ارگ قابل تغییر نیستند. پس از سفارش ساخت سازهای شستی‌دار با کوک اعتدال مساوی که توسط باخ تعدیل شده بود و هر اکتاو به دوازده نیم‌پردهٔ مساوی تقسیم شد. آهنگسازان روی این فواصل به آهنگسازی پرداختند و گوش انسان به مرور به آن عادت کرد. این اعتدال باعث شد که مفهوم آنارمونیک وارد دانشِ هارمونی گردد و در مدگردی از آن استفاده شود.